# Ортігоса-дель-Монте
Ортігоса-дель-Монте (ісп. Ortigosa del Monte) — муніципалітет в Іспанії, у складі автономної спільноти Кастилія-і-Леон, у провінції Сеговія. Населення — 524 особи (2010).
Муніципалітет розташований на відстані близько 60 км на північний захід від Мадрида, 13 км на південь від Сеговії.

## Демографія
Динаміка населення (INE ):